# Österreichische Poolbillard-Meisterschaft 2014
Die Österreichische Poolbillard-Meisterschaft 2014 war die 34. Austragung der nationalen Meisterschaft in der Billardvariante Poolbillard. Sie fand vom 23. bis 26. Oktober 2014 in Gleisdorf statt. Die Senioren-Wettbewerbe wurden vom 19. bis 22. Juni 2014 im Purple-Pub in Kramsach ausgetragen. Ausgespielt wurden die Disziplinen 8-Ball, 9-Ball, 10-Ball und 14/1 endlos.

## Medaillengewinner
| Disziplin              | Gold                                         | Silber                                       | Bronze                                    | Bronze                                       |
| ---------------------- | -------------------------------------------- | -------------------------------------------- | ----------------------------------------- | -------------------------------------------- |
| Herren – 8-Ball        | Mario He (BSV Break Feldkirch)               | Thomas Aschauer (PBC Billardtempel Linz)     | Daniel Guttenberger (SU Raika Zwettl)     | Georg Höberl (PBC Fair Play Wolfsberg)       |
| Herren – 10-Ball       | Jürgen Jenisy (PBC 1st Edition Villach)      | Mario He (BSV Break Feldkirch)               | Georg Höberl (PBC Fair Play Wolfsberg)    | Daniel Guttenberger (SU Raika Zwettl)        |
| Herren – 14/1 endlos   | Rene Sommeregger (PBC Imst)                  | Georg Höberl (PBC Fair Play Wolfsberg)       | Mario He (BSV Break Feldkirch)            | Jürgen Jenisy (PBC 1st Edition Villach)      |
| Herren – 9-Ball        | Mario He (BSV Break Feldkirch)               | Armin Stainko (PBC ASKÖ Linz)                | Daniel Guttenberger (SU Raika Zwettl)     | Roland Glöckl (Top Shot Wien)                |
| Damen – 8-Ball         | Sandra Baumgartner (1. PBC Meran Klagenfurt) | Marion Meckmann (Pool-Stars Altach)          | Doris Prasch (BSV PEGASUS-Eisenstadt)     | Corinna Pavitsich (BSV PEGASUS-Eisenstadt)   |
| Damen – 10-Ball        | Sandra Baumgartner (1. PBC Meran Klagenfurt) | Silvia Imre (PBC 1st Edition Villach)        | Barbara Bitriol (BC Wiener Neustadt)      | Clarissa Thöny (BSV PEGASUS-Eisenstadt)      |
| Damen – 14/1 endlos    | Sandra Baumgartner (1. PBC Meran Klagenfurt) | Clarissa Thöny (BSV PEGASUS-Eisenstadt)      | Silvia Imre (PBC 1st Edition Villach)     | Sabrina Hammerlindl (PBC ASKÖ Kapfenberg)    |
| Damen – 9-Ball         | Marion Meckmann (Pool-Stars Altach)          | Sandra Baumgartner (1. PBC Meran Klagenfurt) | Silvia Imre (PBC 1st Edition Villach)     | Corinna Pavitsich (BSV PEGASUS-Eisenstadt)   |
| Senioren – 10-Ball     | Thomas Radakovits (BC Wiener Neustadt)       | Eugen Hotarek (BC Kramsach)                  | Reinhard Pfisterer (1. BC ASKÖ Taxenbach) | Mario Klaus (PBC ASKÖ Linz)                  |
| Senioren – 9-Ball      | Christian Reiter (PSC ASKÖ Gmunden)          | Johann Schernthaner (BSV PEGASUS-Eisenstadt) | Günter Würtl (BC Saustall Fieberbrunn)    | Reinhard Pfisterer (1. BC ASKÖ Taxenbach)    |
| Senioren – 8-Ball      | Reinhard Pfisterer (1. BC ASKÖ Taxenbach)    | Thomas Radakovits (BC Wiener Neustadt)       | Fritz Hippmann (PBC Top Pool St. Pölten)  | Johann Schernthaner (BSV PEGASUS-Eisenstadt) |
| Senioren – 14/1 endlos | Johann Schernthaner (BSV PEGASUS-Eisenstadt) | Andreas Deticek (1. PBC Meran Klagenfurt)    | Christian Reiter (PSC ASKÖ Gmunden)       | Fritz Hippmann (PBC Top Pool St. Pölten)     |